# 渭原郡
渭原郡（：／ Wiwŏn gun */?）是朝鮮民主主義人民共和國慈江道西部的一個郡，江南山脈貫穿中部，西北隔鴨綠江與中國吉林省相望。另有禿魯江、渭原江等。最高點為海拔1,994公尺的祟積山。面積1,160.4平方公里，2008年人口60,245人。下分1邑、2勞動者區、20里。
1443年設郡，1460年撤銷，1463年恢復。1949年自平安北道轉至慈江道。